# Phyllodromica sacarraoi
Phyllodromica sacarraoi es una especie de cucaracha del género Phyllodromica, familia Ectobiidae. Fue descrita científicamente por Fernandes en 1967.
Habita en España.